# Georges Marchais
Georges René Louis Marchais, född den 7 juni 1920 i La Hoguette, Calvados, död den 16 november 1997 i Paris, var en fransk politiker och generalsekreterare i det franska kommunistpartiet.

## Biografi
Född i en katolsk familj, blev han, strax före början av andra världskriget, mekaniker vid Société Nationale d'Étude et de Construction de Moteurs d'Aviation. Efter Frankrikes fall flyttade han till Nazityskland för att arbeta i Messerschmitts flygplansfabrik, eftersom inrättandet av STO-systemet, tvingade franska arbetare att arbeta i tyska fabriker.
År 1946 blev han sekreterare i metallarbetarnas fackföreningen i Issy-les-Moulineaux, och avancerade i Confédération générale du travail i sin kommun från 1951 och var sekreterare i Seine Metallurgical Workers Union Federation 1953-1956.
Marchais gick in i kommunistpartiet (PCF) 1947 och 1956 utsågs han till medlem av den utvidgade centralkommittén och ledare Syd-Seine PCF kommunalförbund under Maurice Thorez, den historiske ledaren för partiet. Tre år senare blev han fullvärdig medlem av centralkommittén och politbyrån.
Efter personstrider i partitoppen nominerades han 1961 som sekreterare för organisationen. Där stödde han den nya generalsekreteraren Waldeck Rochet och hans försoningspolitik med de andra vänsterpartierna.
När Rochet blev sjuk 1970 befordrades Marchais till vice generalsekreterare. I själva verket var han i denna stund den verkliga ledaren för PCF. I december 1972 blev han officiellt generalsekreterare, efter Waldeck Rochets' pensionering.
År 1981 kandiderade Marchais i franska presidentvalet den 1981 mot François Mitterrand, men lyckades endast samla 15,34 % av rösterna, vilket då ansågs som ett stort bakslag för partiet. Han kunde dock förhandla till sig ministerposter för fyra PCF-politiker i premiärminister Pierre Mauroys regering.
Vid den 28:e PCF-kongressen 1994, överlät han sin plats som generalsekreterare till Robert Hue, även om han behöll sin ordinarie roll som medlem av politbyrån - nu väsentligt omdöpt till nationella kontoret. Samma år blev han ordförande i PCF Comité pour la défense des libertés et droits de l'homme en France et dans le monde ("Kommittén för försvaret av mänskliga friheter och rättigheter i Frankrike och i hela världen"). Han kritiserade senare den förändring av partiet som skedde under hans efterträdares ledning.